# NGC 585
NGC 585 est une vaste galaxie spirale vue presque par la tranche et située dans la constellation de la Baleine. NGC 585 a été découverte par l'astronome britanniqueJohn Herschel en 1827.

## Caractéristiques
Sa vitesse par rapport au fond diffus cosmologique est de 5 112 ± 21 km/s, ce qui correspond à une distance de Hubble de 75,4 ± 5,3 Mpc (∼246 millions d'al).
À ce jour, quatre mesures non basées sur le décalage vers le rouge (redshift) donnent une distance de 63,150 ± 3,058 Mpc (∼206 millions d'al), ce qui est légèrement à l'extérieur des valeurs de la distance de Hubble. Notons cependant que c'est avec la valeur moyenne des mesures indépendantes, lorsqu'elles existent, que la base de données NASA/IPAC calcule le diamètre d'une galaxie et qu'en conséquence le diamètre de NGC 585 pourrait être d'environ 64,7 kpc (∼211 000 al) si on utilisait la distance de Hubble pour le calculer. 
Selon la base de données Simbad, NGC 585 est une galaxie LINER, c'est-à-dire une galaxie dont le noyau présente un spectre d'émission caractérisé par de larges raies d'atomes faiblement ionisés.

## Groupe de NGC 545 et Abell 194

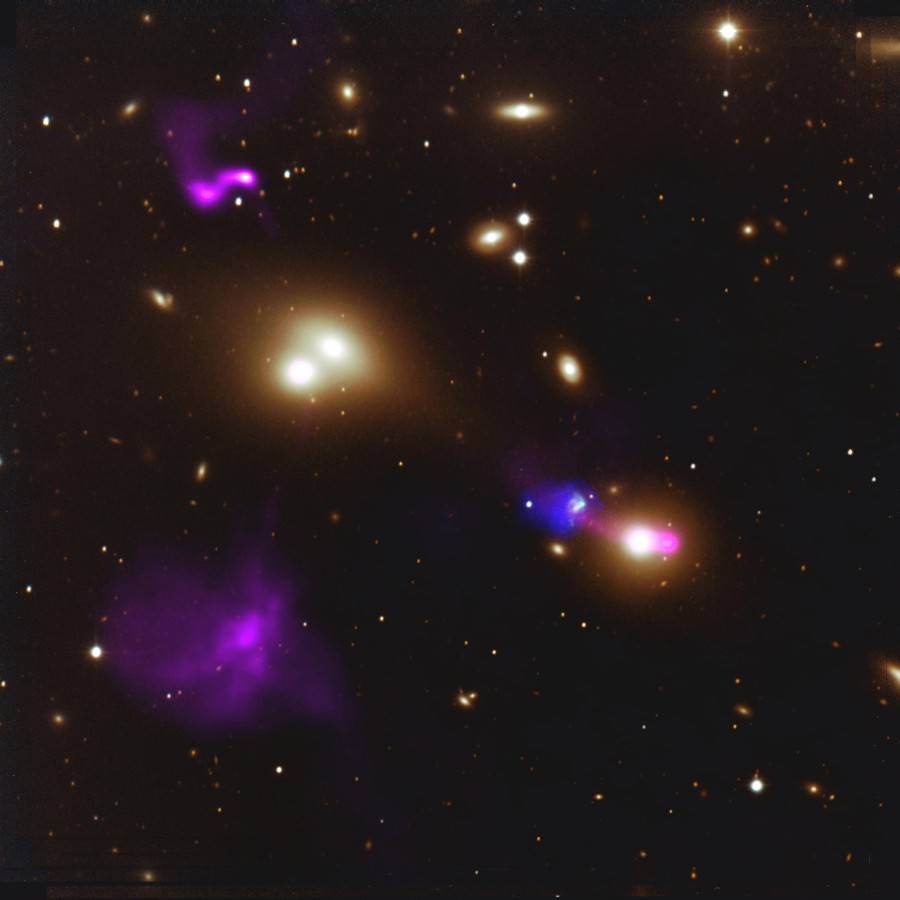
L'amas Abell 194. (Image courtesy of NRAO/AUI and Courtesy of S.Croft;W.van Breugel;W. de Vries;J.van Gorkom;H.Morganti;T.Osterloo;M.Dopita;M.Gregg)

NGC 585 fait partie du groupe de NGC 545, la plus grosse et la plus brillante galaxie de ce groupe. Le groupe de NGC 545 fait partie d'un ensemble plus vaste, l'amas galactique Abell 194,.
Deux galaxies de ce groupe, NGC 545 et NGC 547, produisent d'immenses et puissants jets de matière dans la région qui entoure leur trou noir supermassif central. Ces jets ont été captés en onde radio par les radiotélescopes du VLA et sont montrés en violet sur l'image de l'amas ci-dessous. Les jets de ces deux galaxies en interaction gravitationnelle sont projetés à des distances d'environ 250 000 années-lumière. Le jet plus court de la galaxie NGC 541, un peu plus bas à droite, entre en collision avec un nuage d'hydrogène coloré en bleu foncé qui a aussi été détecté en onde radio par le VLA. L'onde de choc créé par ce jet a engendré une zone de formation de formation d'étoiles, colorée en bleu pâle, imagée dans le visible par le télescope de 2,3 m de l'observatoire de Siding Spring en Australie. Ce type assez rare de pouponnière d'étoiles est connu sous le nom d'objet de Minkowski,, un exemple de trou noir créant la vie dans l'univers sous forme d'étoiles bébés.
Outre NGC 585, les principales galaxies du groupe de NGC 545 sont NGC 530, NGC 530, NGC 541, NGC 547, NGC 560, NGC 564, NGC 570, NGC 577, UGC 892 et UGC 1062 (respectivement CGCG 0118.7-0048 et CGCG 0126.4-0049 notées 0118-0048 et 0126-0049 dans un article d'Abraham Mahtessian paru en 1998).

## Groupe de NGC 585
D'autre part, dans un article paru en 1993, A.M. Garcia utilise cette galaxie pour le groupe de NGC 585. Ce groupe comprend au moins 23 galaxies. Les autres galaxies du catalogue NGC de ce groupe sont : NGC 519, NGC 538, NGC 541, NGC 543, NGC 545, NGC 547, NGC 548 et NGC 570. Outre NGC 585, les galaxies communes aux deux listes de ces études sont NGC 541, NGC 545, NGC 547, UGC 892 et UGC 1062. Il faudrait peut-être fusionner les galaxies de ces deux listes en un seul groupe.